# Pensjonat w zaświatach
Pensjonat w zaświatach (jap. かくりよの宿飯 Kakuriyo no yadomeshi) – seria light novel napisana przez Midori Yūmę i zilustrowana przez Laruhę, wydawana przez wydawnictwo Fujimi Shobō od 2015 roku. 
Na jej podstawie została stworzona manga, wydawana od 2016 roku, a w 2018 roku wyemitowano anime.

## Fabuła
Aoi Tsubaki jest studentką, która ma zdolność widzenia Ayakashi, cechę, którą odziedziczyła po zmarłym dziadku. Pewnego dnia, kiedy Aoi przechodzi obok świątyni torii, widzi siedzącego tam Ayakashiego, który ogłasza, że jest głodny. Jednak po daniu mu jedzenia, Aoi zostaje porwana przez Ayakashi, ogra o imieniu Odanna. Zabiera ją do Ukrytego Królestwa, świata, w którym żyją wszyscy Ayakashi. Mówi Aoi, że jej dziadek był mu winien dług iw ramach rekompensaty musi go poślubić. Zamiast tego Aoi negocjuje z Ogrem, prosząc o pracę w gospodzie ogra, Tenjin'ya.

## Bohaterowie
- Aoi Tsubaki (jap. 津場木葵 Tsubaki Aoi)

Seiyū: Nao Tōyama 
- Ōdanna (jap. 大旦那)

Seiyū: Katsuyuki Konishi 
- Ginji (jap. 銀次)

Seiyū: Shun'ichi Toki 
- Akatsuki (jap. 暁)

Seiyū: Yūma Uchida 
- Oryō (jap. お涼)

Seiyū: Ai Kakuma 
- Byakuya (jap. 白夜)

Seiyū: Atsushi Tamaru 
- Kasuga (jap. 春日)

Seiyū: Mitsuki Nakae 
- Sasuke (jap. サスケ)

Seiyū: Yūki Inoue 
- Shizuna (jap. 静奈)

Seiyū: Reina Ueda 
- Ranmaru (jap. 乱丸)

Seiyū: Kaito Ishikawa 
- Hatori (jap. 葉鳥)

Seiyū: Takuma Terashima 
- Tokihiko (jap. 時彦)

Seiyū: Daisuke Hirakawa 
- Shūkichi (jap. 秀吉)

Seiyū: Tetsuya Kakihara 
- Nene (jap. ねね)

Seiyū: Sayaka Kaneko 
- Taichi (jap. 太一)

Seiyū: Junko Noda 
- Kai (jap. 戒) oraz Mei (jap. 明)

Seiyū: Minori Suzuki 
- Isohime (jap. 磯姫)

Seiyū: Maaya Sakamoto 
- Raijū (jap. 雷獣)

Seiyū: Satoshi Hino 
- Chibi (jap. チビ)

Seiyū: Manaka Iwami 
- Shirō Tsubaki (jap. 津場木史郎 Tsubaki Shirō)

Seiyū: Kazuhiko Inoue 

## Light novele
Autorką light noveli jest Midori Yūma, natomiast ilustracje wykonuje Laruha.
| #  | Tytuł | Data wydania         | ISBN                   |
| -- | --- | -------------------- | ---------------------- |
| 1  | Kakuriyo no yadomeshi: Ayakashi o yado ni yomeiri shimasu. (jap. かくりよの宿飯 あやかしお宿に嫁入りします。)                  | 15 kwietnia 2015     | ISBN 978-4-04-070575-0 |
| 2  | Kakuriyo no yadomeshi 2: Ayakashi oyado de shokujidokoro hajimemasu. (jap. かくりよの宿飯 二 あやかしお宿で食事処はじめます。) | 15 września 2015     | ISBN 978-4-04-070679-5 |
| 3  | Kakuriyo no yadomeshi 3: Ayakashi oyado ni kōtekishu kimashita. (jap. かくりよの宿飯 三 あやかしお宿に好敵手きました。)        | 15 lutego 2016       | ISBN 978-4-04-070808-9 |
| 4  | Kakuriyo no yadomeshi 4: Ayakashi oyado kara sarawaremashita. (jap. かくりよの宿飯 四 あやかしお宿から攫われました。)          | 15 czerwca 2016      | ISBN 978-4-04-070939-0 |
| 5  | Kakuriyo no yadomeshi 5: Ayakashi oyado ni umai sakana arimasu. (jap. かくりよの宿飯 五 あやかしお宿に美味い肴あります。)      | 15 listopada 2016    | ISBN 978-4-04-072086-9 |
| 6  | Kakuriyo no yadomeshi 6: Ayakashi oyado ni shinmai hairimasu. (jap. かくりよの宿飯 六 あやかしお宿に新米入ります。)            | 15 maja 2017         | ISBN 978-4-04-072252-8 |
| 7  | Kakuriyo no yadomeshi 7: Ayakashi oyado no shōbu meshi dashimasu. (jap. かくりよの宿飯 七 あやかしお宿の勝負めし出します。)    | 15 listopada 2017    | ISBN 978-4-04-072472-0 |
| 8  | Kakuriyo no yadomeshi 8: Ayakashi oyado ga machi okoshishimasu. (jap. かくりよの宿飯 八 あやかしお宿が町おこしします。)        | 13 kwietnia 2018     | ISBN 978-4-04-072675-5 |
| 9  | Kakuriyo no yadomeshi 9: Ayakashi oyado no obentō o anata ni. (jap. かくりよの宿飯 九 あやかしお宿のお弁当をあなたに。)        | 15 października 2018 | ISBN 978-4-04-072676-2 |
| 10 | Kakuriyo no yadomeshi 10: Ayakashi oyado ni kaerimashō. (jap. かくりよの宿飯 十 あやかしお宿に帰りましょう。)                  | 10 sierpnia 2019     | ISBN 978-4-04-073282-4 |
| 11 | Kakuriyo no yadomeshi 11: Ayakashi oyado no jūnikagetsu. (jap. かくりよの宿飯 十一 あやかしお宿の十二ヶ月。)                   | 15 grudnia 2020      | ISBN 978-4-04-073660-0 |
| 12 | Kakuriyo no yadomeshi 11: Ayakashi o yado no kaiko-roku. (jap. かくりよの宿飯 十二 あやかしお宿の回顧録。)                     | 15 marca 2022        | ISBN 978-4-04-074278-6 |

## Manga
Manga, zatytułowana Kakuriyo no yadomeshi: Ayakashi oyado ni yomeirishimasu. (jap. かくりよの宿飯　あやかしお宿に嫁入りします。), jest ilustrowana przez Waco Iokę na podstawie scenariuszy Midori Yūmy. Kolejne rozdziały tej mangi ukazują się w magazynie „B's-LOG COMIC” od 30 kwietnia 2016 roku.
W Polsce licencję na wydanie mangi wykupiło wydawnictwo Waneko.
| Nr | Język japoński    | Język japoński         | Język polski        | Język polski           |
| Nr | Data wydania      | ISBN                   | Data wydania        | ISBN                   |
| -- | ----------------- | ---------------------- | ------------------- | ---------------------- |
| 1  | 15 listopada 2016 | ISBN 978-4-04-734320-7 | 10 marca 2021       | ISBN 978-83-8096-975-9 |
| 2  | 15 maja 2017      | ISBN 978-4-04-734554-6 | 21 maja 2021        | ISBN 978-83-8096-976-6 |
| 3  | 11 listopada 2017 | ISBN 978-4-04-734874-5 | 12 lipca 2021       | ISBN 978-83-8096-977-3 |
| 4  | 31 marca 2018     | ISBN 978-4-04-735078-6 | 10 września 2021    | ISBN 978-83-8096-978-0 |
| 5  | 15 września 2018  | ISBN 978-4-04-735306-0 | 10 listopada 2021   | ISBN 978-83-8096-979-7 |
| 6  | 30 sierpnia 2019  | ISBN 978-4-04-735584-2 | 10 stycznia 2022    | ISBN 978-83-8096-980-3 |
| 7  | 1 lutego 2021     | ISBN 978-4-04-736492-9 | 10 marca 2022       | ISBN 978-83-8096-981-0 |
| 8  | 1 kwietnia 2022   | ISBN 978-4-04-736978-8 | 13 września 2022    | ISBN 978-83-8242-339-6 |
| 9  | 1 kwietnia 2023   | ISBN 978-4-04-7374157  | 26 września 2023    | ISBN 978-83-8242-570-3 |
| 10 | 1 lutego 2024     | ISBN 978-4-04-737809-4 | 1 października 2024 | ISBN 978-83-8242-571-0 |
| 11 | 29 listopada 2024 | ISBN 978-4-04-738209-1 | 23 czerwca 2025     | ISBN 978-83-8242-572-7 |

## Anime
6 listopada 2017 roku ogłoszono, że na podstawie light noweli powstanie adaptacja w formie serii anime.
Reżyserem serii był Yoshiko Okuda, a za produkcję animacji odpowiadało studio Gonzo. Tomoko Konparu zajął się kompozycją serii, a Yōko Satō zaprojektowała wygląd postaci; muzykę skomponował Takurō Iga, a Flying Dog odpowiadał za jej produkcję. Seria składa się z 26 odcinków. Premiera anime miała miejsce 2 kwietnia 2018 roku na kanałach Tokyo MX, KBS Kyoto, BS Fuji oraz AT-X.
Seria anime obejmuje fabułę zawartą w tomach 1-5 light noveli.

### Ścieżka dźwiękowa
| Nr             | Tytuł                                         | Wykonawca       | Źródło   |
| Czołówka       | Czołówka                                      | Czołówka        | Czołówka |
| -------------- | --------------------------------------------- | --------------- | -------- |
| 1              | „Tomoshibi no manimani” (jap. 灯火のまにまに) | Nao Tōyama      | [ 2 ]    |
| 2              | „Utsushiyo no yume” (jap. ウツシヨノユメ)     | Nano            | [ 6 ]    |
| Napisy końcowe |                                               |                 |          |
| 1              | „Sai -color-” (jap. 彩 -color-)               | Manami Numakura | [ 2 ]    |
| 2              | „Shiranai kimochi” (jap. 知らない気持ち)      | Megumi Nakajima | [ 46 ]   |

Utwór „Shiranai kimochi” został wydany 1 sierpnia 2018 roku jako strona B na singlu CD „Bitter Sweet Harmony”; singiel uplasował się na 29. miejscu listy Oriconu.